# تشکیلات (فیلم)
تشکیلات فیلمی به کارگردانی منوچهر مصیری و نویسندگی مهدی ژورک محصول سال ۱۳۶۵ است.

## بازیگران
| مدیر دوبلاژ     | جلال مقامی     |
| --------------- | -------------- |
| مجید مظفری      | جلال مقامی     |
| افسانه بایگان   | زهره شکوفنده   |
| سیاوش طهمورث    | حسین عرفانی    |
| غلامحسین نقشینه | احمد رسول زاده |
| مظفر مقدم       | ایرج ناظریان   |
| فرخ نعمتی       | سعید مظفری     |
| اکبر زنجانپور   | حسین معمارزاده |
| سعید نورالهی    | ایرج رضایی     |

- مجید مظفری
- افسانه بایگان
- اکبر زنجانپور
- مظفر مقدم
- غلامحسین نقشینه
- میرمحمد تجدد
- نرسی کرکیا
- فرخ نعمتی
- حسین زمانی
- سیاوش طهمورث
- سعید نورالهی
- جهانگیر محمدی
- خلیل موسوی
- حسین صفاریان
- علی کنگرلو
- مجتبی سرابی
- کاوه قزلباش

## خلاصه داستان
محمود مأمور مبارزه با مواد مخدر طبق اطلاعات رسیده با ظاهر مبدل به محل قرار تیم تشکیلاتی توزیع و فروش مواد مخدر اعزام می‌شود سهراب یکی از اعضای اصلی تشکیلات را دستگیر اما جواد متواری می‌شود تشکیلات نگران امنیت خود در کشور می‌شود رؤیا را که عضو اصلی تشکیلات و همسر سابق محمود بوده را جهت کسب میزان آگاهی پلیس از تشکیلات به کشور فرا می خواند رؤیا جهت کسب اطلاعاتی از سرنوشت سهراب به محمود نزدیک می‌شود اما موفق نمی‌شود جواد و کامران با دستور فرهمند فرمانده تشکیلات، محمود را می‌دزدند وقتی با شکنجه هم موفق به کسب اطلاعات نمی‌شوند از رؤیا می خواهند با چرب زبانی از محمود اطلاعات بگیرد اما محمود به او اطلاعات غلط داده و می‌گوید سهراب بدون اینکه چیزی به پلیس بگوید کشته شده. رؤیا جهت جلب اعتماد محمود دست‌های او را باز می‌کند. تشکیلات از خبر مرگ سهراب و اینکه او هیچ اطلاعاتی از تشکیلات به پلیس نداده نفس راحتی می‌کشند و دستور می‌دهد محمود را بکشند اما محمود که دست‌هایش توسط رؤیا باز شده کامران و همکارش را می‌کشد و جواد را دستگیر و ساختمان را توقیف می‌کند و در ادامه پدر رؤیا که از اعضای تشکیلات می‌باشد را هم دستگیر می‌کند. رؤیا از محمود می‌خواهد در ازای نقشی که او در آزادی محمود داشته پسر هفت ساله شان امیر را به او بدهد محمود امیر را به رؤیا میدهد اما دستور میدهد رؤیا را زیرنظر بگیرند.فرهمند ظاهراً رؤیا را جهت خروج از کشور به تیم دیگر تشکیلات معرفی می‌کند.اما طی نامه کتبی دستور میدهد رؤیا را بکشند.محمود طی اطلاعاتی که از سهراب بدست میآورد به مقر فرهمند رفته و او را دستگیر می‌کند.رویا بعد از اقامت در ساختمان متوجه دستور فرهمند و مقصود تیم تشکیلاتی شده و فرار می‌کند محمود و افرادش که رؤیا را زیر نظر گرفته بعد از خروج رؤیا از ساختمان او را دستگیر و ساختمان را محاصره میکنند و سپس طی یک سری درگیری اعضای تیم را به هلاکت رسانده و کل تشکیلات را نابود میسازند.